# Лора, Артур
Артур Лора (англ. Arthur Lora; 11 марта 1903, Новале, ныне в составе коммуны Вальданьо, Италия — 28 ноября 1992, Санта-Барбара) — американский флейтист и музыкальный педагог итальянского происхождения. Брат композитора Антонио Лоры.
В 1907 году вместе с семьёй перебрался в США, где жил сперва в штате Род-Айленд, а с 1916 г. в Нью-Йорке. В 1919—1923 гг. учился в Институте музыкального искусства (Джульярдской школе) у Жоржа Баррера. С 1926 г. работал ассистентом в классе Баррера, в значительной мере полагавшегося на Лору ввиду большой занятости концертами и организационными вопросами. После смерти Баррера в 1944 году ещё три десятилетия сам вёл класс флейты. По воспоминаниям его ученицы Нэнси Тофф, Лора учил своих студентов осознанно и исследовательски подходить к исполняемому произведению, сопоставлять различные его издания. Среди его учеников, в частности, Сэмюэл Барон и Кэрол Винценц.
На протяжении 1920-30-х гг. играл в составе различных нью-йоркских оркестров, в 1937—1944 гг. был первой флейтой в оркестре Метрополитен-опера, в 1948—1952 гг. — в Симфоническом оркестре NBC, а в 1955 г. принял участие в дальневосточных гастролях его преемника, оркестра Symphony of the Air. В 1949 году стал первым исполнителем (с пианистом Леонидом Гамбро) сонатины Элдина Бёртона, выигравшей проведённый Нью-Йоркским клубом флейтистов конкурс на лучшее произведение для флейты.